# Metinvest
Metinvest is een grote mijnbouw- en staalgroep uit Oekraïne. Het hoofdkantoor van de groep is in Zaporizja gevestigd. De maatschappelijke zetel van de holding is in Nederland gevestigd. Metinvest behoorde in 2020 tot de grotere staalproducenten in de wereld met een ruwijzerproductie van ongeveer 10 miljoen ton.

## Activiteiten
De mijnen en staalfabrieken van Metinvest bevinden zich voornamelijk in het zuidoosten van Oekraïne, in de oblasten Dnjepropetrovsk, Donetsk en Zaporizja. Het heeft ook enkele steenkoolmijnen in de Verenigde Staten en walserijen in Europa.
De groep verkoopt zijn mijnbouw- en staalproducten wereldwijd in meer dan tachtig landen. De staalproducten staan voor zowat 80 procent van de omzet. Het heeft een logistieke divisie uitgebouwd om grondstoffen aan te voeren en klanten te beleveren per spoor, over water en via de weg. Dit bedrijf beschikt over eigen locomotieven en wagons.
De belangrijkste afzetmarkten voor de mijnbouwproducten waren in 2021 Oekraïne zelf met circa een derde en Europa en Azië met ruim een kwart elk. Een kwart van de staalproducten werd in Oekraïne verkocht, bijna 40 procent in Europa en een vijfde in de GOS-landen.

### Mijnbouw

#### IJzererts
Metinvest bezit een aantal grote ijzerertsmijnen en -verwerkers nabij Kryvy Rih. Een ervan is een joint venture met de Russische Evrazgroep. Die laatste bezit een meerderheidsaandeel van 54,1 procent. Deze bedrijven ontginnen ijzererts uit een dagbouwmijn en verwerken het tot concentraat. Het merendeel daarvan wordt geëxporteerd.

#### Steenkool
De groep heeft ook een meerderheidsaandeel in een steenkoolmijn en -verwerker nabij Pokrovsk, in het steenkoolbekken van Donetsk. Dit bedrijf ontgint steenkool uit een ondergrondse mijn en verwerkt het tot cokesconcentraat; ruim 3 miljoen ton in 2021.
Het bezit ook de cokesgroep United Coal Company in de Verenigde Staten. De dagbouw- en ondergrondse mijnen liggen in de Appalachen, in de staten West Virginia, Virginia en Kentucky. De steenkool wordt verwerkt tot cokes voor de staalindustrie. In 2021 werd zo'n 3 miljoen ton geproduceerd.
Metinvest gebruikt een mengsel van verschillende soorten cokes in zijn hoogovens. De Oekraïense en Russische zijn goedkoper maar van mindere kwaliteit. De Amerikaanse cokes worden toegevoegd om de kwaliteit te verhogen.

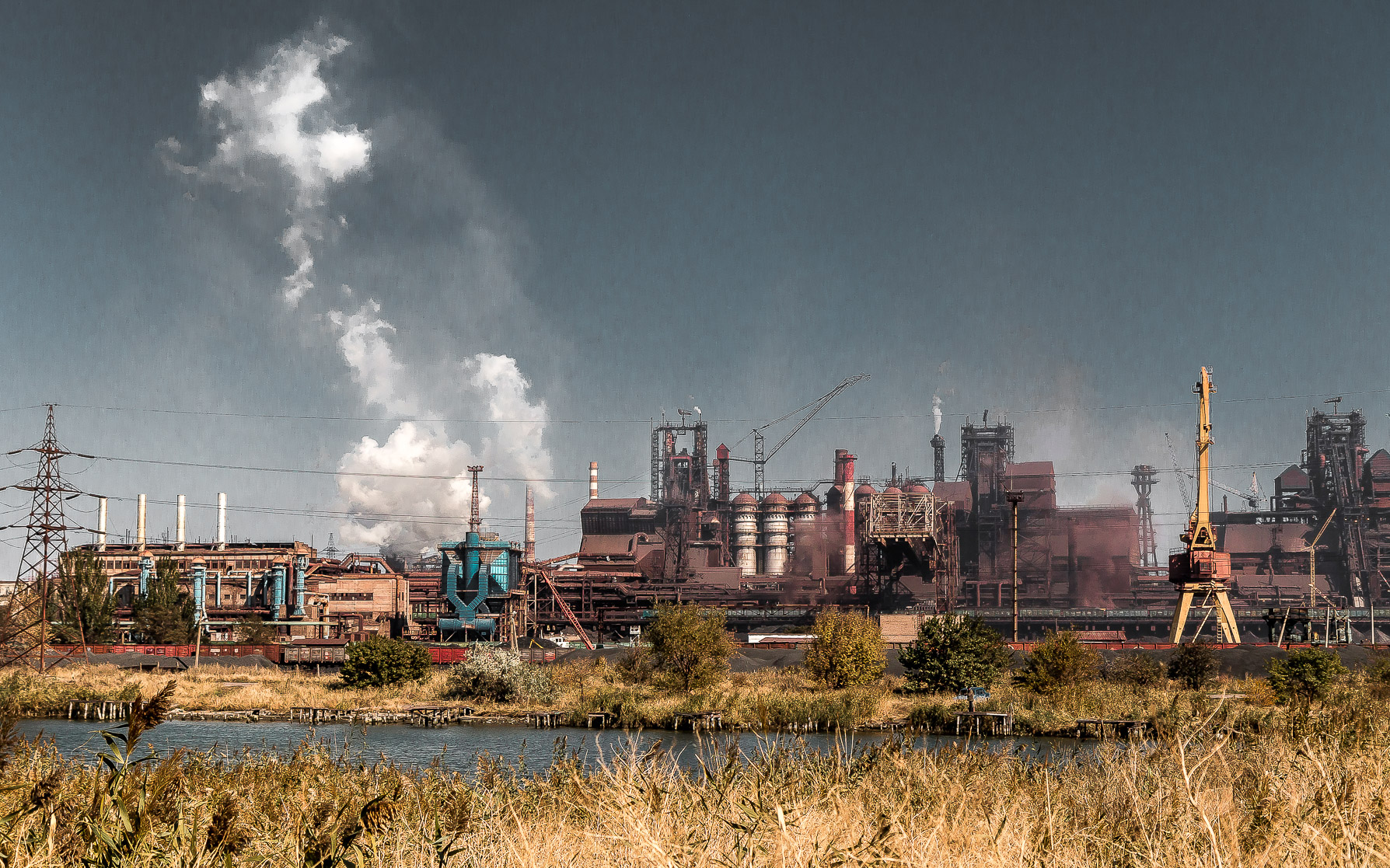
Azovstal in Marioepol, 2014

### Staal
Metinvests cokes- en staalfabrieken bevinden zich allen in het zuidoosten van Oekraïne. Hier worden naast staalproducten ook halffabrikaten gemaakt voor de buitenlandse walserijen. Die heeft de groep in Bulgarije, Italië en het Verenigd Koninkrijk. Het Bulgaarse Promet Steel verwerkt knuppels die door Kametstal worden geproduceerd. Het Italiaanse Ferriera Valsider en Metinvest Trametal en het Britse Spartan UK verwerkten staalplaten uit Marioepol. Zij werken sinds de Russische invasie van Oekraïne in 2022 verder met platen van derde partijen.

### Staalfabrieken
| fabriek      | plaats    | producten                                     | ruwijzercapaciteit |
| ------------ | --------- | --------------------------------------------- | ------------------ |
| Azovstal     | Marioepol | platen, profielen, rails                      | 5,3 mt/jaar        |
| Ilyich Steel | Marioepol | plaatstaal, platen, gelaste buizen            | 6 mt/jaar          |
| Zaporizhstal | Zaporizja | plaat- en bandstaal, platen, profielen        | 4,5 mt/jaar        |
| Kametstal    | Kamjanske | knuppels, betonwapening, walsdraad, profielen | 4,35 mt/jaar       |

## Geschiedenis
De Metinvest Holding werd in 2006 opgericht om SCM's mijnbouw-, cokes-, staal- en buizenbedrijven te beheren. Het jaar daarop stapte de Smart Holding in en begon de integratie van beide staalgroepen, die in 2014 voltooid zou worden. Smart verkreeg toen een belang van 25 procent. Ook nam de groep met Ingulets GOK een groot mijnbouwbedrijf over en werd het lid van de World Steel Association.
In 2006 nam Metinvest de Italiaanse walserij Ferriera Valsider over, en in 2008 de Italiaanse walserij Trametal en de Britse walserij Spartan UK. Het nam ook een meerderheidsbelang in Inkor, een grote cokesproducent.
In 2009 nam de groep de Amerikaanse cokesproducent United Coal Company over, alsook de Bulgaarse walserij Promet Steel.

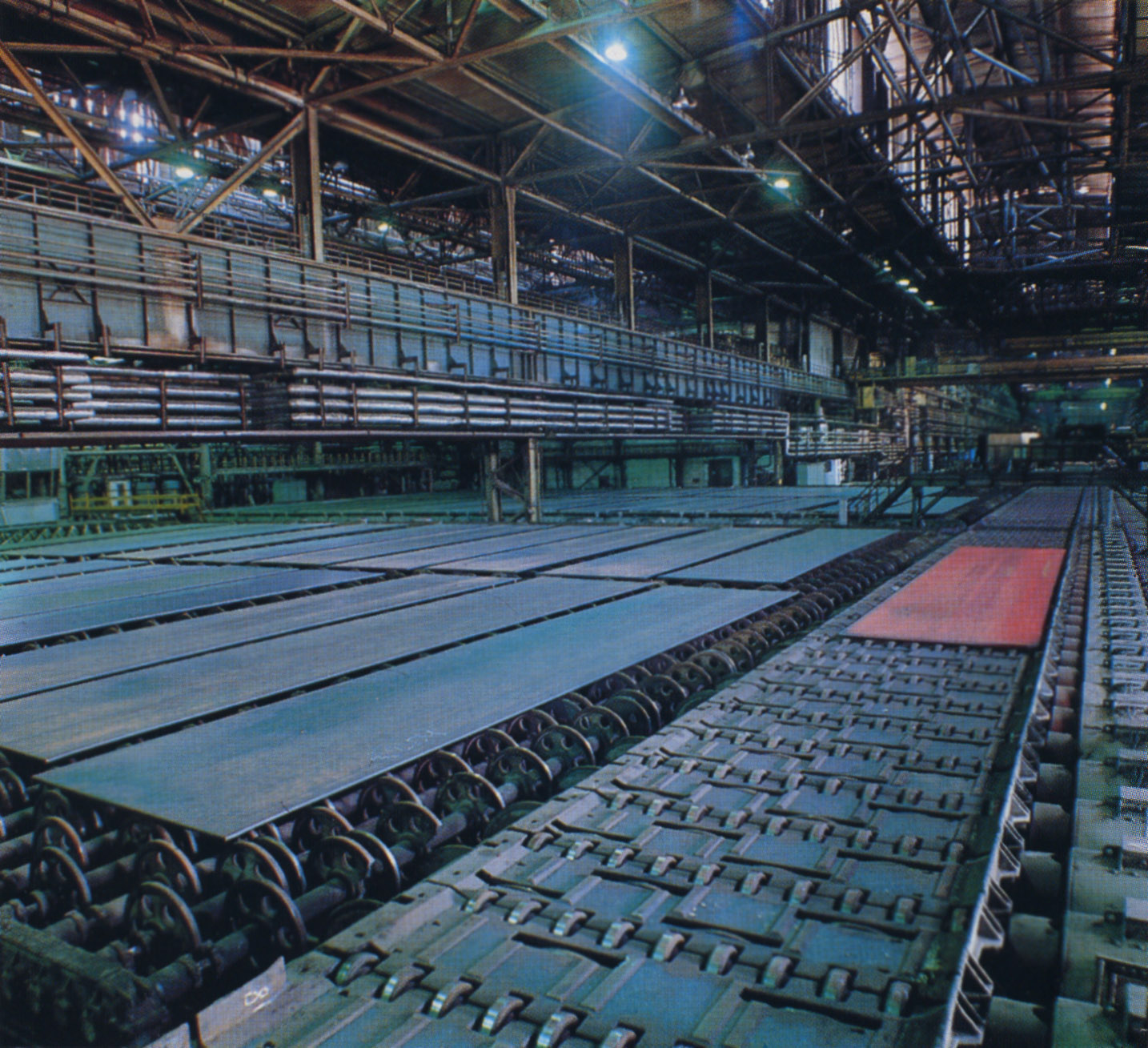
De productie van staalplaten bij Ilyich Steel, 2003

In juli 2010 nam de groep de Staalfabrieken van Ilyich over. Ook werden de Staalfabrieken van Makijivka van de Smart Holding geïntegreerd in de groep.
Metinvest stond in 2011 voor 60 procent van de ijzererts- en een derde van de staalproductie van Oekraïne. De capaciteit bedroeg toen zo'n 16,2 miljoen ton op jaarbasis en de groep had de ambitie die nog te verdubbelen.
In 2012 kreeg Metinvest de helft van de Staalfabrieken van Zaporizja in handen. Dat jaar werden ook de oude Siemens-Martinovens en cokesfabrieken van Azovstal stilgelegd met de intentie om met moderner productiemethodes in een betere positie te komen op de internationale markt. In 2014 legden ook Azovstal en Ilyich hun ovens van dit type stil. Nog in 2014 begon de oorlog in Oost-Oekraïne. Metinvest heeft fabrieken in de conflictzone en die lagen geregeld stil door een onderbreking van de grondstoftoevoer of stroomvoorziening. Daardoor daalde de productie dat jaar met een kwart en het jaar erop nog eens met bijna een vijfde. In 2016 stabiliseerde de situatie en schreef de groep opnieuw zwarte cijfers.
In 2017 verloor Metinvest verschillende fabrieken toen die door de separatistische republieken Donetsk en Loegansk werden genationaliseerd. Het betrof onder meer de staalfabrieken in Makijivka en Jenakijeve, de grote buizenfabriek in Chartsyzk, de ijzerertsmijn in Komsomolske en de steenkoolmijn in Sorokyne.
In 2018 nam de groep Unisteel over, een Oekraïense producent van gegalvaniseerd staal. In 2019 werd het bankroete Metallurgisch Kombinat van Dnipro overgenomen van ISD en hernoemd tot Kametstal. Verder werden belangen genomen in verschillende cokesfabrieken. In 2021 kreeg het Oekraïnes grootste cokesfabriek in Pokrovsk in handen.
Ten gevolge van de Russische invasie van Oekraïne in 2022 werden de activiteiten in Oekraïne verminderd of gestaakt. De staalfabrieken in Marioepol raakten zwaar beschadigd door de gevechten. Daardoor daalde de productie van zowel de mijnen als de staalfabrieken met zo'n 60 procent. De groep produceerde nog 2,67 miljoen ton staal in de eerste negen maanden van 2022.